# Llanberis
Llanberis je vesnice v hrabství Gwynedd na severu Walesu ve Spojeném království. Leží na jižním břehu jezera Llyn Padarn na úpatí hory Snowdon. Od roku 1976 je zde každoročně pořádán běžecký závod na vrchol této hory nazvaný Ras Yr Wyddfa. Od roku 2004 se zde koná filmový festival. Nachází se zde Národní muzeum břidlice. Podle sčítání lidí v roce 2011 zde žilo 2026 obyvatel.